# Miss Earth

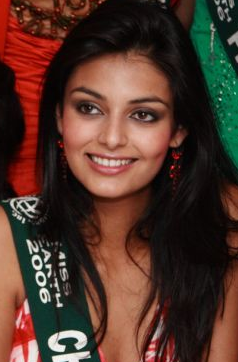
Miss Earth 2006:
Hil Hernandez, Chile

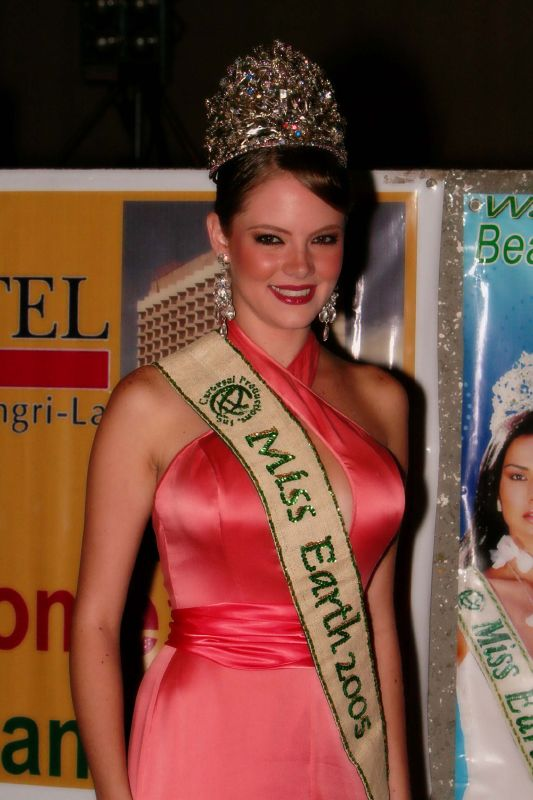
Miss Earth 2005:
Alexandra Braun, Venezuela

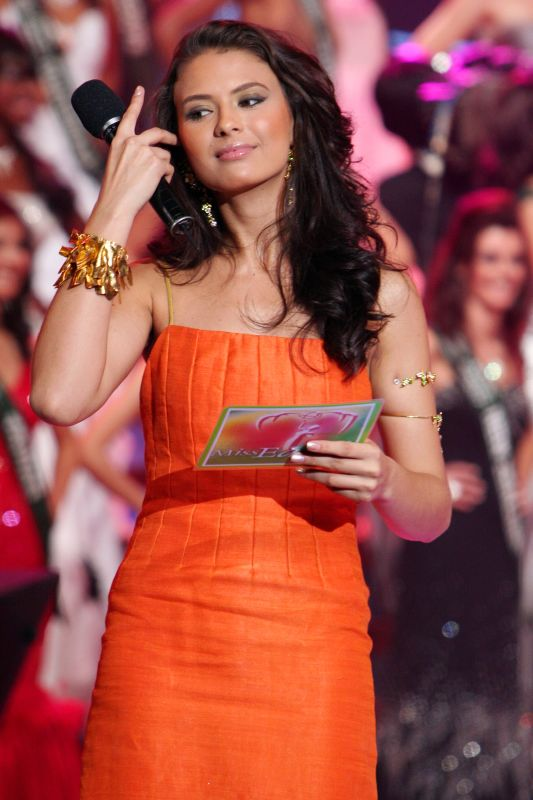
Miss Earth 2004:
Priscila Meirelles, Brazília

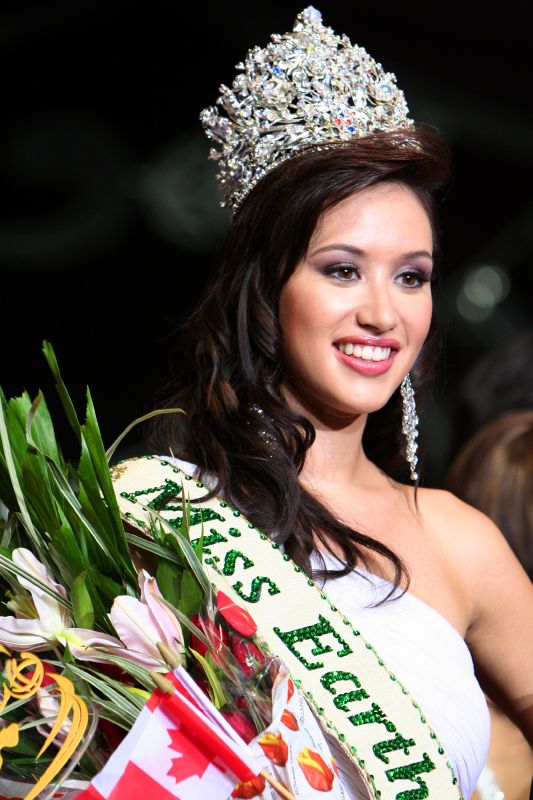
Miss Earth 2007:
Jessica Trisko, Kanada

A Miss Earth jelenleg a világ harmadik legrangosabb szépségversenye a Miss Universe és a Miss World után. A verseny fő célja a környezet védelmének propagálása. Jelenlegi győztese az indiai Nicole Faria

## Története
A versenyt 2001-ben indította a Fülöp-szigeteki Carousel Productions.
A győztest a Föld Szépének (Miss Earth) nevezik, míg a 2.-4. helyezettnek is külön címet adnak: Miss Earth Air (Levegő), Miss Earth Water (Víz) és Miss Earth Fire (Tűz), ezzel is szimbolizálva a versenynek a környezet védelme iránti elkötelezettségét.
A versenyzőktől elvárás, hogy elkötelezettek legyenek a környezet védelme iránt. A verseny során részt vesznek környezetvédelmi akciókban, például fát ültetnek.
2004-ben hozták létre a nonprofit Miss Earth Alapítványt, melynek célja, hogy intézményesítse a Miss Earth szépségverseny környezetvédelmi céljait, és együttműködik más környezetvédelmi szervezetekkel. Az éppen aktuális győztesnek részt kell vennie az alapítvány által támogatott környezetvédelmi projektekben mint reklámarc vagy szóvivő.
Indulása óta mindig a Fülöp-szigeteken rendezték meg a versenyt.
2006-ban a versenyházigazdája Chile lett volna, de pénzügyi okok miatt a rendezést visszamondták.
A verseny népszerűsége évről évre egyre nagyobb, minden évben az előző évinél több ország küld versenyzőt.
2010-ben a versenyt a jubileumi 10. alkalommal rendezték meg Vietnámban.

## Győztesek
A táblázat az utóbbi 5 év versenyeinek időpontját, a résztvevők számát és a verseny győztesét mutatja be.
| Dátum              | Versenyzők száma | Győztes                    | Ország         | A verseny helyszíne      |
| ------------------ | ---------------- | -------------------------- | -------------- | ------------------------ |
| 2006. november 26. | 82               | Hil Hernández              | Chile          | Manila, Fülöp-szigetek   |
| 2007. november 11. | 88               | Jessica Trisko             | Kanada         | Manila, Fülöp-szigetek   |
| 2008. november 9.  | 85               | Karla Paula Ginteroy Henry | Fülöp-szigetek | Pampanga, Fülöp-szigetek |
| 2009. november 22. | 80               | Larissa Ramos              | Brazília       | Boracay, Fülöp-szigetek  |
| 2010. december 4.  | 84               | Nicole Faria               | India          | Nha Trang, Vietnám       |

## Statisztika
Mindegyik statisztika a 2010. évi verseny utáni állapotot mutatja.

### Miss Earth címek száma országok szerint
|   | Ország                                                                    |
| - | ------------------------------------------------------------------------- |
| 2 | Brazília                                                                  |
| 1 | Dánia, Kenya, Honduras, India, Venezuela, Chile, Fülöp-szigetek és Kanada |

### Miss Earth címek száma kontinensek szerint
| Kontinens |   |
| --------- | - |
| Amerika   | 6 |
| Európa    | 1 |
| Afrika    | 1 |
| Ázsia     | 2 |
| Óceánia   | 0 |

### Éremtáblázat
A táblázatban az első 5 helyen álló ország látható.
| Helyezés | Ország                                | Miss Earth | Miss Air 2. helyezett | Miss Water 3. helyezett | Miss Fire 4. helyezett |
| -------- | ------------------------------------- | ---------- | --------------------- | ----------------------- | ---------------------- |
| 1        | Brazília                              | 2          | 2                     | 0                       | 1                      |
| 2        | India                                 | 1          | 2                     | 0                       | 0                      |
| 3        | Fülöp-szigetek                        | 1          | 1                     | 1                       | 0                      |
| 4        | Venezuela                             | 1          | 0                     | 2                       | 1                      |
| 5        | Kanada, Chile, Dánia, Honduras, Kenya | 1          | 0                     | 0                       | 0                      |

### Különdíjak
A versenyen hat különdíjat osztanak ki évről évre.
- Best in Swimsuit ("A legjobb fürdőruhában") A legjobb alakú versenyző
- Best in Long Gown ("A legjobb hosszú estélyi ruhában")
- Best National Costume ("A legjobb nemzeti/népviselet")
- Miss Photogenic ("Miss Fotogén") A legfotogénebb versenyző
- Miss Friendship ("Miss Barátság") A legbarátságosabb/legkedvesebb versenyző
- Miss Talent ("Miss Tehetség") A legtehetségesebb versenyző – A Talent Show (Tehetségkutató) verseny győztese.

#### Díjak száma
A lista a 2001-2010 között kiosztott különdíjak számát mutatja, országonkénti bontásban.
- 6: Fülöp-szigetek
- 5: Venezuela
- 3: Kanada, India
- 2: Bosznia-Hercegovina, Brazília, Japán, Korea, Panama, Tahiti, Thaiföld
- 1: Argentína, Ausztrália, Bolívia, Chile, Csehország, Ecuador, Kína, Kolumbia, Ecuador, Etiópia, Franciaország, Gibraltár, Guatemala, Honduras, Olaszország, Kazahsztán, Lettország, Libanon, Litvánia, Paraguay, Peru, Puerto Rico, Svájc, Szamoa, Tanzánia,  Ukrajna, USA, Vietnám

### Új országok
A lista azt mutatja, hogy mely országok voltak azok, melyek az adott évben először vettek részt a versenyen. Az adott ország nem feltétlenül vett részt a versenyen a későbbi években.
- 2010: Krími Autonóm Köztársaság, Guyana, Madagaszkár
- 2009: Gabon, Tonga
- 2008: Bhután, Kongói Köztársaság, Guam, Luxemburg, Málta, Ruanda, Skócia, Szerbia, Szudán
- 2007: Belize, Kongó, Kuba, Fidzsi-szigetek, Izland, Észak-Írország, Sierra Leone, Suriname, Amerikai Virgin-szigetek, Zimbabwe
- 2006: Botswana, Kajmán-szigetek, Curacao, Anglia, Örményország, Guadeloupe, Írország, Libéria, Litvánia, Tibet, Wales
- 2005: Bahama-szigetek, Kambodzsa, Kamerun, Haiti, Hongkong, Indonézia, Jamaica, Makaó, Mauritius, Mongólia, Niue, Pakisztán, Románia, Szamoa, Szlovákia, Saint Lucia, Tokelau, Turks- és Caicos-szigetek, Zambia
- 2004: Martinique, Trinidad és Tobago, Bulgária, Csád, Macedónia, Portugália, Uruguay
- 2003: Ciprus, Szerbia és Montenegro, Tahiti, Afganisztán, Antigua és Barbuda, Ecuador, Franciaország, Izrael, Szlovénia, Svédország, Ukrajna, Vietnám
- 2002: Albánia, Barbados, Belgium, Bosznia-Hercegovina, Kína, Costa Rica, Csehország, Egyiptom, Németország, Ghána, Honduras,  Korea, Koszovó, Mexikó, Nepál, Nigéria, Norvégia, Paraguay, Lengyelország, Svájc, Uganda, Egyesült Királyság
- 2001: Dánia, Brazília, Kazahsztán, Argentína, Bolívia, Észtország, India, Lettország, Fülöp-szigetek, USA, Ausztrália, Kanada, Tajvan, Kolumbia, Horvátország, Dominikai Köztársaság, El Salvador, Etiópia, Finnország, Gibraltár, Guatemala, Magyarország,  Olaszország, Japán, Kenya, Libanon, Hollandia, Malajzia, Új-Zéland, Nicaragua, Panama, Peru, Puerto Rico, Oroszország, Szingapúr, Dél-afrikai Köztársaság, Spanyolország, Tanzánia, Thaiföld, Törökország, Venezuela, Zanzibár

### Versenyzők

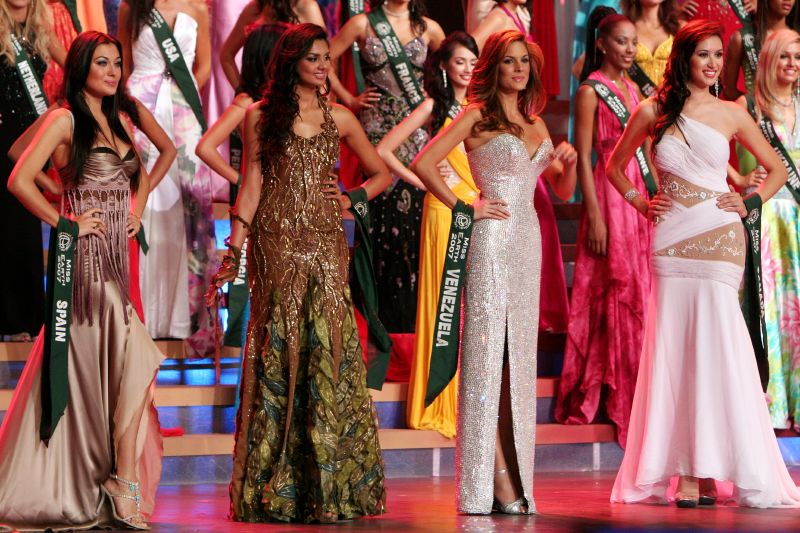
Miss Earth 2007 TOP4 (balról jobbra):
Spanyolország (4.), India (2.), Venezuela (3.) és Kanada (1.)

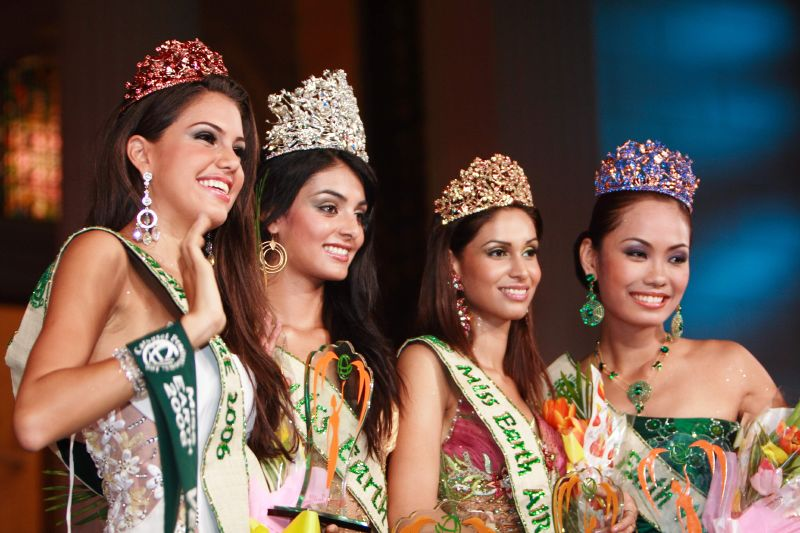
Miss Earth 2006 végeredmény:
Venezuela (4.), Chile (1.), India (2.) és Fülöp-szigetek (3.)

#### Magyar versenyzők
Az első három évben a versenyzőket csupán felkérték, hogy vegyenek részt a világversenyen, nem rendeztek nemzeti döntőt.
2008-ban hozták létre a Miss Earth Hungary címet, melynek nyertese kapja a jogot, hogy részt vehessen a Miss Earth döntőn. Az első Miss Earth Hungary címet Polgár Krisztina nyerte 2008. május 22-én, ahol A Királynő című televíziós show-műsor keretében a három legnagyobb világ-szépségverseny magyar résztvevőjét választották meg. Kocsis Korinna 2009-ben a fürdőruhás válogatás középdöntőjéig jutott, mely eddig a legjobb magyar eredmény. 2010-ben nem volt magyar résztvevő, mivel a Miss Earth Hungary 2010 cím győztese, Kaló Jennifer a Miss World 2010 versenyen vett részt.
- 2001: Kovács Krisztina
- 2002: Tóth Szilvia
- 2003: Szűcs Anikó
- 2004-2007: nem volt magyar résztvevő
- 2008: Polgár Krisztina
- 2009: Kocsis Korinna
- 2010: nem volt magyar résztvevő

## Videók
- 2001 – A győztes kihirdetése. (Hozzáférés: 2009. november 7.)
- 2002 – A győztes kihirdetése. (Hozzáférés: 2009. november 7.)
- 2003 – A győztes kihirdetése. (Hozzáférés: 2009. november 7.)
- 2004 – A győztes kihirdetése. (Hozzáférés: 2009. november 7.)
- 2005 – A győztes kihirdetése. (Hozzáférés: 2009. november 7.)
- 2006 – A győztes kihirdetése. (Hozzáférés: 2009. november 7.)
- 2007 – A győztes kihirdetése. (Hozzáférés: 2009. november 7.)
- 2008 – A győztes kihirdetése. (Hozzáférés: 2009. november 7.)

2009
- Az összes versenyző bemutatkozása a sajtónak, 1. csoport. (Hozzáférés: 2009. november 7.)
- Az összes versenyző bemutatkozása a sajtónak, 2. csoport. (Hozzáférés: 2009. november 7.)
- Az összes versenyző bemutatkozása a sajtónak, 3. csoport. (Hozzáférés: 2009. november 7.)
- Az összes versenyző bemutatkozása a sajtónak, 4. csoport. (Hozzáférés: 2009. november 7.)
- TOP16 kihirdetése. (Hozzáférés: 2009. november 23.)
- TOP16 estélyi ruhás bemutatója, 1. csoport. (Hozzáférés: 2009. november 23.)
- TOP16 estélyi ruhás bemutatója, 2. csoport. (Hozzáférés: 2009. november 23.)
- TOP16 fürdőruhás bemutatója. (Hozzáférés: 2009. november 23.)
- TOP8 kihirdetése. (Hozzáférés: 2009. november 23.)
- TOP8 interjú. (Hozzáférés: 2009. november 23.)
- A győztes kihirdetése. (Hozzáférés: 2009. november 22.)